# Distaplia intermedia
Distaplia intermedia is een zakpijpensoort uit de familie van de Holozoidae. De wetenschappelijke naam van de soort is voor het eerst geldig gepubliceerd in 1893 door Heiden.